# متاگلیکودول
متاگلیکودول (انگلیسی: Metaglycodol) دارویی با اثرات آرام بخش است که به بازار عرضه نشده است.